# Edvard Fränckel
Edvard Fränckel (även stavat Eduard; i riksdagen kallad Fränckel i Stockholm), född 17 december 1836 i Göteborg, död 4 februari 1912 i Stockholm, var en svensk industriman, riksdagsledamot och generalkonsul. Han var far till Gustaf Fränckel.
Fränckel, som var son till grosshandlaren Moses Fränckel och Selly Delbanco, studerade vid Chalmerska läroverket, polytekniska institutet i Hannover och tekniska högskolan i Karlsruhe. Efter en kortare ingenjörsverksamhet i London fick han 1855 anställning vid Statens järnvägar och avancerade där till maskiningenjör 1861 och maskindirektör 1863. Han lämnade Statens Järnvägar 1873 för att bli verkställande direktör för AB Atlas och kvarstod som sådan till 1887. Sedan 1888 var han österrikisk-ungersk generalkonsul i Stockholm. Från 1878 var han ledamot av Stockholms stadsfullmäktige och därjämte mångårig ledamot av drätselnämnden och beredningsutskottet. Han var ordförande i styrelsen för Stockholms Nya Spårvägs AB 1904–05.
Fränckel, som var protektionist, var ledamot för Stockholms stad av första kammaren 1889–1911 och därunder ledamot av statsutskottet 1894–1909 och av bankoutskottet 1910–11. Han var ledamot i bland annat 1886–87 års kommitté för upphjälpande av den ekonomiska ställningen i landet, i arbetarförsäkrings- (1834–89), järnvägs- (1893–95), utställnings- (1897) samt post- och telegrafkommittén (1899–1901). 
Fränckel blev riddare av Vasaorden 1870, kommendör av samma ordens andra klass 1890 och dess första klass 1896 samt kommendör av Nordstjärneordens första klass 1909.